# All Our Yesterdays
All Our Yesterdays er det tiende studiealbum fra den britisk/amerikanske folkrockgruppe Blackmore's Night. Det blev udgivet d. 18. september 2015.

## Spor
- "All Our Yesterdays - 4:00
- "Allan Yn N Fan - 3:26
- "Darker Shade Of Black - 6:03
- "Long Long Time - 4:12
- "Moonlight Shadow" (Mike Oldfield cover) - 4:12
- "I Got You Babe" (Sonny & Cher cover) - 4:00
- "The Other Side" - 3:19
- "Queen's Lament" - 2:07
- "Where Are We Going From Here" - 5:40
- "Will O' The Wisp" - 4:15
- "Earth Wind And Sky" - 3:41
- "Coming Home" - 3:34

## Hitlister
| Chart (2015)                  | Peak position |
| ----------------------------- | ------------- |
| Østrig (Ö3 Austria)           | 48            |
| Belgien (Ultratop Vallonien)  | 41            |
| Holland (Album Top 100)       | 48            |
| Finland (Musiikkituottajat)   | 39            |
| Tyskland (Offizielle Top 100) | 19            |
| Japan (Oricon)                | 62            |
| Skotland (OCC)                |               |
| Schweiz (Schweizer Hitparade) | 64            |
| Storbritannien (OCC)          | 94            |